# Süderlügum
Süderlügum (północnofryz. Läigem, duń. Sønder Løgum) – gmina w Niemczech w kraju związkowym Szlezwik-Holsztyn, w powiecie Nordfriesland, wchodzi w skład Związku Gmin Südtondern.